# Johann Georg Edlinger

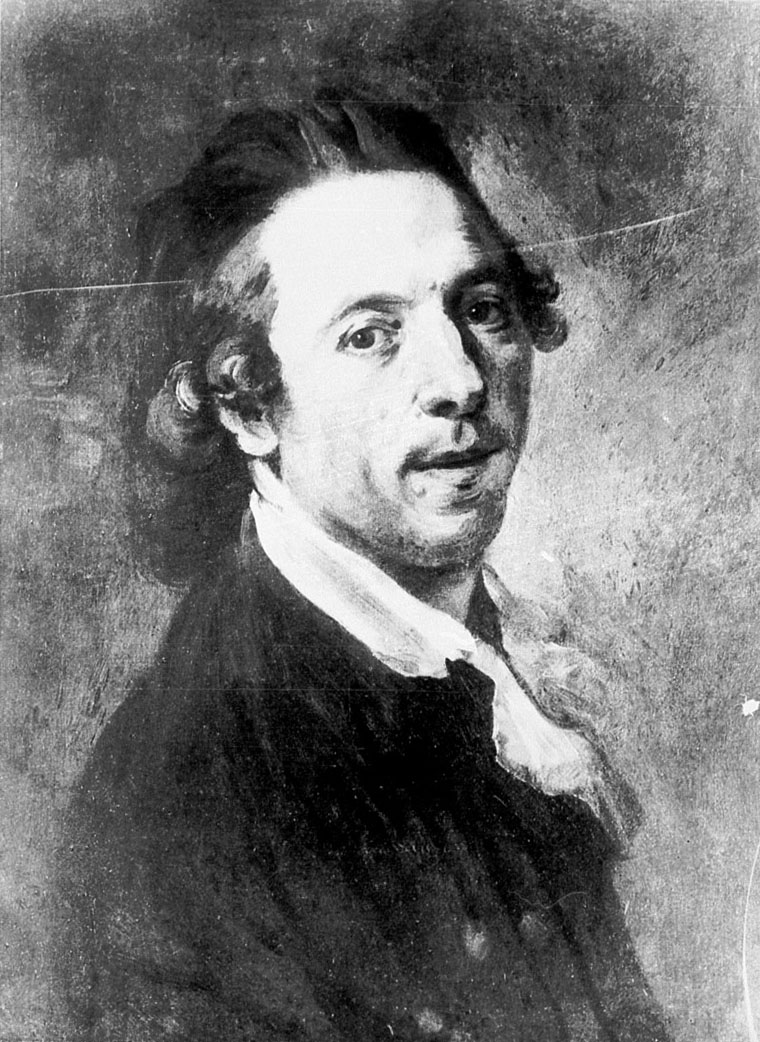
Johann Georg Edlingen, självporträtt 1786.

Johann Georg Edlinger, född 1 mars 1741, död 15 september 1819, var en tysk konstnär.
Edlinger var från 1770 verksam i München, där han mestadels utförde porträtt, däribland flera betydande gruppbilder. Edlinger fullföljde barockens allvarliga riktning i tung, saftig färggivning och med solid teknik samt borgerlig vederhäftighet i uttrycket. Ett kvinnoporträtt av Edlinger finns i Lunds universitets konstmuseum.